# Portal (jeu vidéo)
Vous lisez un « bon article » labellisé en 2008.
Pour les articles homonymes, voir Portal.
Portal est un jeu vidéo de réflexion et d'action en vue à la première personne développé par Valve Corporation. Le jeu est disponible pour la première fois le 10 octobre 2007 dans le pack The Orange Box pour Windows et Xbox 360, puis pour la PlayStation 3 le 11 décembre 2007,,. La version du jeu pour Windows est également disponible via la plate-forme de téléchargement Steam (appartenant à Valve), et est distribué en version boîte depuis le 9 avril 2008,. La version Mac est sortie le 12 mai 2010 en même temps que la version Mac de la plate-forme Steam. La version Linux est disponible depuis le 3 mai 2013. Enfin, une version Nintendo Switch sort le 28 juin 2022 dans la compilation Portal : collection cubique.
Le jeu consiste en une succession de parcours que le joueur doit franchir en téléportant son personnage ou des objets à l'aide d'une arme capable de créer un portail spatial entre deux surfaces planes, solides et non métalliques. Le personnage est mis au défi par une intelligence artificielle qui lui promet régulièrement de recevoir un gâteau à l'issue des tests.
Portal est souvent présenté comme l'un des jeux les plus originaux de 2007, bien qu'il soit relativement rapide à terminer. Le jeu est acclamé pour son gameplay unique et l'humour noir omniprésent dans son intrigue,. La popularité du jeu pousse Valve à en développer la franchise, notamment avec une suite, Portal 2, et divers produits dérivés tirés des éléments du jeu.

## Système de jeu

Schéma illustrant la conservation de la vitesse des objets lorsque ceux-ci traversent les portails. En sautant dans le portail du bas, le personnage est propulsé en dehors du portail du haut et jusqu'à la plate-forme de droite.

Dans Portal, le joueur contrôle en vue à la première personne un personnage nommé Chell qui doit traverser une série de salles en utilisant un générateur à portails (portal en anglais). Ce générateur permet de créer deux portails distincts, l'un orange, l'autre bleu sur une surface plane composée de particules lunaires. Aucun d'entre eux n'est nécessairement l'entrée ou la sortie, et tout objet traversant un portail ressortira par l'autre en conservant sa vitesse. Les portails ne peuvent pas être créés sur toutes les surfaces, mais un essai raté de création de portail n'affectera pas les portails déjà mis en place. Le joueur peut aussi ramasser des objets, mais n'est pas capable de les lancer sur de grandes distances. Ces objets, souvent des cubes de stockage, peuvent être utilisés pour appuyer sur des interrupteurs afin d'activer des plate-formes ou d'ouvrir des portes ou pour faire bouclier contre les tirs des tourelles, mais ces cubes ne peuvent pas être transportés de salle en salle.
Les portails créent une connexion physique et visuelle entre deux endroits différents dans un espace tridimensionnel. Les extrémités des portails sont limitées à des surfaces planes, et, lorsque les extrémités des portails sont situées sur des surfaces non parallèles, des effets géométriques et gravitationnels anormaux peuvent être observés. Un aspect important du jeu est la « redirection de quantité de mouvement. » Les objets conservent leur vitesse quand ils passent à travers un portail, mais leur direction sera modifiée en fonction de l'orientation du portail de sortie. Cela permet au joueur de propulser des objets ou son avatar sur de grandes distances, à la fois verticalement et horizontalement.
Bien que le personnage incarné par le joueur soit équipé de genouillères et autres équipements de protection pour annuler les dégâts lors des chutes, Chell est vulnérable aux dangers qu'elle rencontre, parmi lesquels les tirs de tourelles automatiques, des boules d'énergie, ou des liquides toxiques électrifiés, et peut mourir très rapidement. Contrairement à de nombreux jeux de tir à la première personne, il n'y a pas de système de points de vie. Une quantité importante de dégâts reçue en un seul coup peut entrainer le décès du personnage, en revanche l'avatar peut recevoir de nombreuses petites blessures sans risquer de mourir.
Le générateur de portails permet au joueur de passer une salle en utilisant plusieurs approches ou techniques. Dans son premier aperçu de Portal, GameSpot constate qu’il existe de nombreuses solutions différentes pour chaque salle, et a noté que le gameplay « devient encore plus fou, et que les schémas présentés dans la bande-annonce affichaient des choses incroyablement folles à essayer. » Deux modes additionnels peuvent être débloqués, et proposent au joueur d'utiliser ces méthodes alternatives pour chaque salle. Un mode Challenge est débloqué environ à la moitié du jeu, et un mode Avancé est débloqué lorsque le jeu est achevé. Dans le mode Challenge, les niveaux sont revisités et le joueur doit les terminer avec un nombre de portails limité, avec moins de pas, ou en un temps record. Dans le mode Avancé, certains niveaux deviennent plus complexes avec l'ajout d'obstacles et de dangers supplémentaires,.

## Scénario

### Personnages
Le jeu présente deux personnages : Chell, la protagoniste incarnée par le joueur, et GLaDOS.

#### Chell

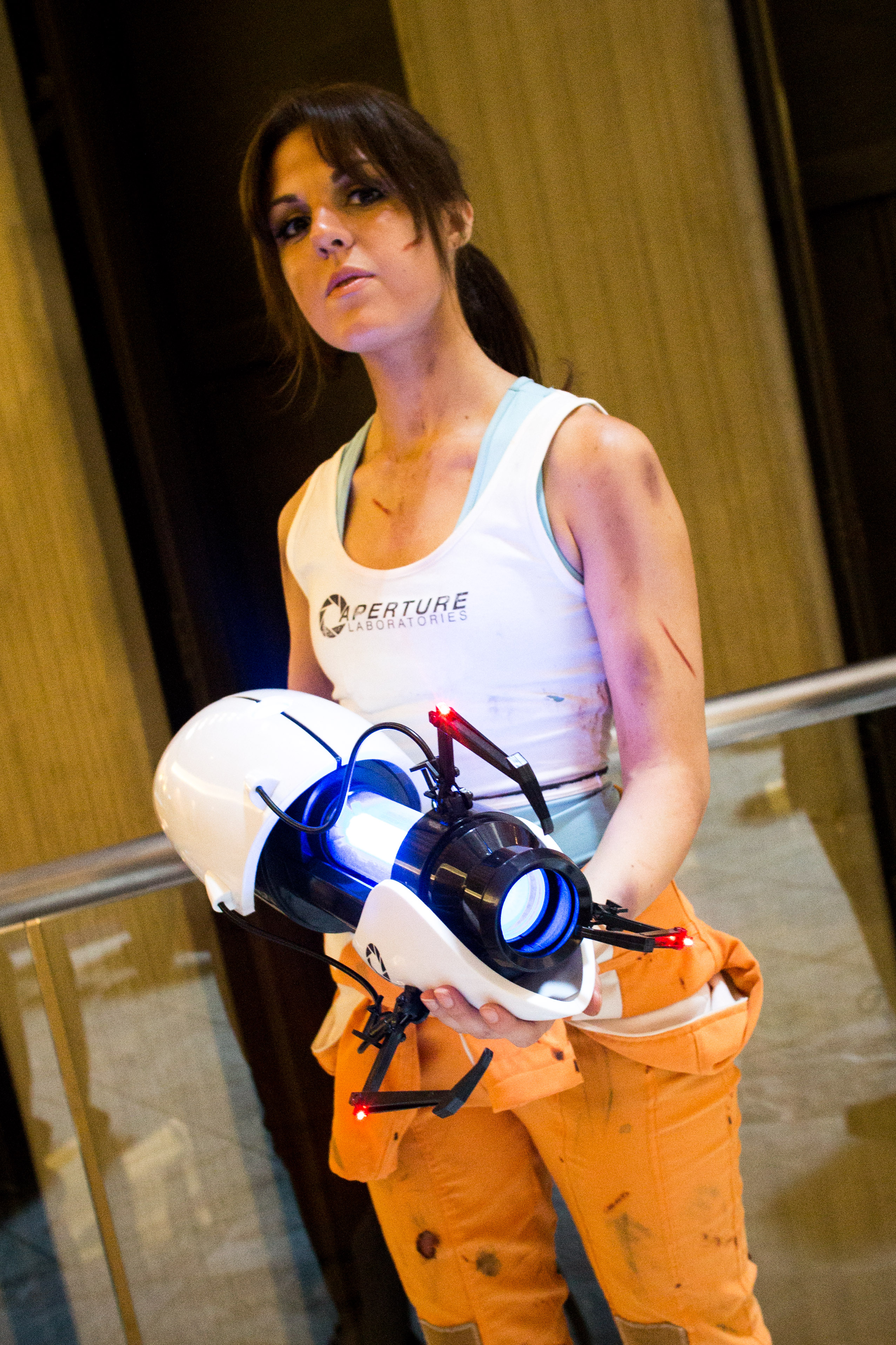
Cosplay du personnage de Chell à la Dragon Con en 2013.

Chell est un personnage théoriquement anonyme et muet : elle ne dit pas un mot, on ne la voit jamais (sauf au travers de portails), et on ne voit presque jamais ses mains. Il n'y a aucune référence à son nom dans le jeu proprement dit, mais sa biographie peut être déduite des différentes informations fournies par GLaDOS et sur des sites externes.
Elle est enlevée lors de la journée « Emmenez vos enfants au travail » d'Aperture Science, lors de la mise en service de GLaDOS. Son nom est un jeu de mots avec le terme anglais Shell, soit le logiciel fournissant une interface à l'utilisateur d'un programme donné. En effet, Chell est l'interface du jeu Portal.

#### GLaDOS
GLaDOS, ou (Genetic Lifeform and Disk Operating System), est un ordinateur intelligent qui observe et guide le joueur. Le jeu fournit très peu d'informations concernant Chell ; celles-ci proviennent de GLaDOS, mais leur véracité est incertaine car GLaDOS se décrit elle-même comme étant une menteuse. Les événements de Portal se déroulent dans le Centre d'enrichissement des Laboratoires d'Aperture Science, une corporation de recherche créatrice du générateur de portails. Des informations sur l'entreprise sont révélées au fil du jeu, ainsi que sur un site web disponible hors du jeu. L'historique d'Aperture Science est dévoilée sur le site web, décrivant comment cette entreprise de rideaux de douche fondée en 1958 devint vingt-trois années plus tard associée à des recherches fédérales sur les portails quantiques. En 1986, GLaDOS commence à être développée en tant qu'assistante artificielle, puis fut mise en marche quelques années plus tard, en 1996. Elle est interprétée dans la version originale par Ellen McLain et doublée par Scarlett Perdereau dans la version française[réf. nécessaire].

### Décor
Les salles du Centre d'enrichissement d'Aperture Science explorées par Chell laissent imaginer qu'elles font partie d'un très grand complexe de recherche. Au moment des événements de Portal, le centre semble avoir été depuis longtemps abandonné par les humains, bien que la plupart du matériel fonctionne automatiquement sans intervention humaine. Bien qu'Aperture Science existe dans Half-Life, la chronologie des événements des deux jeux reste ambiguë. Aperture Science est également mentionné dans Half-Life 2, où il est dit qu'un brise-glace appartenant à la compagnie, le Borealis, a disparu dans des circonstances mystérieuses, ainsi qu'une partie de sa forme de radoub. Pendant son développement, Half-Life 2 contenait un chapitre situé sur le Borealis, mais il fut abandonné et retiré avant la sortie.

### Intrigue
L'intrigue de Portal est révélée au joueur via des messages audio de GLaDOS et des salles annexes qui apparaissent dans les derniers niveaux. Lorsque le jeu commence, Chell se réveille et entend les instructions et avertissements de GLaDOS concernant l'épreuve à venir. Le début du jeu consiste en une phase de test où, petit à petit, le joueur découvre le gameplay de Portal. Les instructions et commentaires de GLaDOS servent non seulement à guider le joueur, mais aussi à créer une atmosphère et à présenter GLaDOS en tant que personnage. On promet à Chell un gâteau en récompense si elle réussit dans toutes les salles de test.
Chell se déplace à travers le Centre d'enrichissement vide, et n'interagit qu'avec GLaDOS. Au fil du jeu, les intentions de GLaDOS se révèlent plus sinistres que son attitude serviable ne pourrait laisser penser. Malgré la démarche apparemment utile et aimable de GLaDOS, ses actions et paroles suggèrent une insouciance pour Chell, ainsi qu'un manque de sincérité. Les salles de test deviennent de plus en plus dangereuses tandis que Chell les termine, et GLaDOS la dirige même dans « un parcours de tir créé pour des androïdes militaires » en prétextant que la salle de test usuelle est en cours de rénovation. Cette salle de test, la seizième, contient des tourelles mobiles et automatisées qui tirent sur Chell, mais essayent de sympathiser avec elle après avoir été neutralisées, avec des phrases comme « Je n'vous en veux pas,. », « Sans rancune » ou « Pourquoi moi ? » Dans la salle suivante, GLaDOS parle de l'importance et de la qualité du « Cube de Voyage », un cube d'environ un mètre de côté marqué d'un cœur rose sur chaque face, pour ensuite lui annoncer qu'il devra « malheureusement être euthanasié » dans un « incinérateur autonome d'urgence » avant que Chell ne puisse continuer.

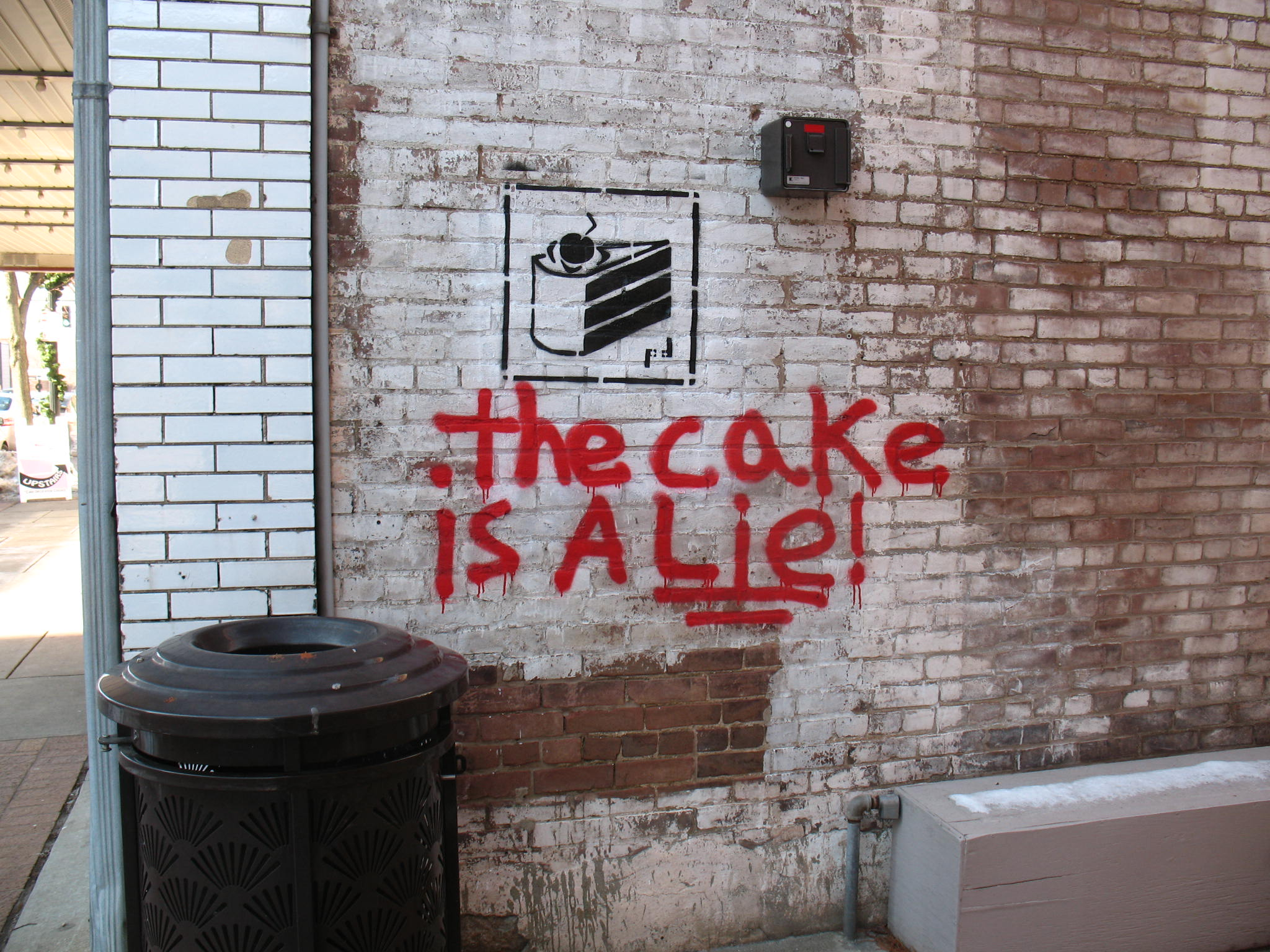
Graffiti de Urbana (Illinois, États-Unis) faisant référence aux avertissements visibles dans Portal à propos du gâteau.

Chell ayant achevé le test de la dernière salle, GLaDOS la félicite mais dirige la plate-forme sur laquelle elle se tient vers un grand fourneau, lui annonçant que le test est terminé, et qu'elle va mourir. Chell arrive à s'en échapper grâce à l'arme à portails. GLaDOS essaye immédiatement de la dissuader de continuer en prétextant que c'était une blague, et que quelqu'un va venir la chercher pour fêter ça. Mais Chell continue, et s'aventure alors dans les secteurs de maintenance du Centre d'enrichissement, tandis que GLaDOS continue de lui envoyer des messages qui laissent progressivement entendre que ses systèmes sont corrompus et qu'elle pourrait être responsable de la mort de tout le personnel du centre. Ces « coulisses », dans un état de délabrement avancé, forment un contraste frappant avec les salles de test immaculées. Chell accède notamment aux salles d'observation — vides — donnant sur des salles de test qu'elle a auparavant parcourues, et repasse par la salle de test 9. Elle n'est plus guidée par GLaDOS, mais par des graffitis sur les murs, parmi lesquels apparaissent des pastiches de poèmes, notamment d'Emily Dickinson et de Henry Wadsworth Longfellow, ainsi que le message « le gâteau est un mensonge » (« the cake is a lie »), depuis utilisé par certains joueurs du jeu comme une expression idiomatique moderne.
GLaDOS tente de dissuader Chell de continuer à s'enfoncer dans les zones de maintenance par des menaces et des mensonges. Chell finit par atteindre une grande salle où se trouve le « corps » physique de GLaDOS. Celle-ci continue à supplier Chell, mais durant le dialogue, l'une des sphères de GLaDOS tombe au sol, et Chell la jette dans un incinérateur. GLaDOS révèle qu'il s'agissait de son « processeur de moralité », que les employés d'Aperture Science avaient installé après que GLaDOS a inondé le centre d'enrichissement d'une neurotoxine mortelle, et elle affirme que plus rien ne l'empêche de recommencer. Un compte à rebours de six minutes s'enclenche tandis que Chell déloge et incinère d'autres pièces de GLaDOS — successivement la curiosité, l'intérêt pour le gâteau, et la colère —, tandis que celle-ci tente de la dissuader par des insultes de plus en plus juvéniles. Après la destruction de la dernière pièce, un dysfonctionnement de GLaDOS détruit la pièce et transporte tout son contenu à la surface. Chell se retrouve à l'entrée du complexe, au milieu des débris de GLaDOS.
Le 3 mars 2010, quelques jours avant l'annonce de Portal 2, une mise à jour modifie la fin de la version PC : une fois à l'air libre, Chell, visiblement inerte mais consciente, est traînée sur le sol par une entité robotique invisible qui déclare « Thank you for assuming the party escort submission position » (« Merci d'avoir adopté la position de sécurité [pour la fête] »), la fête étant ce que promettait GLaDOS si Chell se rendait après avoir échappé aux flammes ; cette scène est également visible dans la bande-dessinée : Lab Rat.
Après un long parcours en caméra libre à travers les méandres internes du complexe, la scène finale montre une série d'étagères entourant une forêt noire surmontée d'une bougie, ainsi que le « Cube de Voyage ». Sur les étagères se trouvent des dizaines de sphères métalliques identiques à celles que le joueur vient de détruire dans son combat contre GLaDOS ; certaines s'allument avant qu'un bras robotique descende et éteigne la bougie.

### Concept
Portal peut être vu comme le successeur du gratuiciel Narbacular Drop, un jeu indépendant sorti en 2005 et réalisé par des élèves du DigiPen Institute of Technology. Certains pensent que Portal est également inspiré du système de portails de Prey. L'équipe de développement de Narbacular Drop est employée par Valve pour le développement de Portal,. Certains éléments du jeu ont été empruntés de Narbacular Drop, comme les couleurs orange et bleues des périmètres des portails. Il fallut à Valve environ deux ans et quatre mois pour développer Portal, après que l'équipe de DigiPen fut ajoutée à leur effectif, et le jeu fut développé par au plus dix personnes,. Erik Wolpaw, qui fut recruté par Valve pour le développement du jeu, nota que « sans les contraintes techniques, Portal ne serait pas un aussi bon jeu. »
L'équipe de Portal travaille avec le scénariste de la série Half-Life, Marc Laidlaw pour y intégrer l'intrigue du jeu. Wolpaw, aux côtés de Chet Faliszek, auteur pour le site web Old Man Murray lui aussi recruté par Valve, ont travaillé sur les dialogues. GLaDOS est un personnage clé de l'intrigue, et Wolpaw précise que l'équipe de Valve a « développé le jeu de façon à avoir un début, un milieu, et une fin très clairs, et nous voulions que GLaDOS aille à travers un changement de personnalité à chacun de ces moments. » Wolpaw raconte que l'idée d'utiliser un gâteau comme récompense est venue quand, « au début du processus de développement de Portal, nous nous sommes assis en tant que groupe pour décider de la philosophie ou du mouvement philosophique sur lequel serait basé notre jeu. Tout ce qui suivit fut 15 minutes de silence, puis quelqu'un mentionna que beaucoup de personnes aimaient les gâteaux. »

### Design
Le décor austère du jeu est choisi car les testeurs passaient trop de temps à résoudre les énigmes en utilisant des éléments décoratifs du jeu. Les développeurs ont donc minimisé les décors de façon à rendre plus évidents les parties fonctionnelles des salles, et ont pris exemple sur les décors du film The Island de Michael Bay. Bien qu'il fût prévu de créer une troisième zone, contenant des bureaux, l'équipe de développement n'avait plus assez de temps pour l'inclure dans le jeu. Le personnage auteur des graffitis fut également abandonné pour éviter de créer trop de narration, bien que ses graffitis soient toujours présents dans le jeu pour guider le joueur dans les coulisses du Centre d'enrichissement. D'après Swift, l'affrontement final entre GLaDOS et le joueur a été pensé de plusieurs manières différentes. Parmi les différentes versions, est présentée une version « Portal Kombat » où le joueur devait rediriger des missiles vers GLaDOS tout en évitant les tirs des tourelles, une version où le joueur était poursuivi par des « lasers de James Bond, » et une version consistant en une course-poursuite avec GLaDOS lors de sa fuite du Centre d'enrichissement. Les testeurs, quant à eux, préféraient une énigme plus simple avec un compte à rebours. Swift affirma qu'une « limite de temps donne l'impression aux gens que ce qu'ils ont à faire est beaucoup plus difficile que ça ne l'est en réalité » ; et Wolpaw admit que « c'était une solution facile d'utiliser [le compte à rebours] de façon à simplifier le dialogue pendant l'affrontement. »
Le visage et le corps de Chell sont réalisés à partir d'Alésia Glidewell, une actrice américaine choisie par Valve depuis une agence de mannequinat locale,. Ellen McLain prête sa voix à GLaDOS. Erik Wolpaw note que « lorsque nous étions toujours en train de chercher des actrices pour la voix des tourelles, Ellen nous a fait une version sensuelle. Bien que ça n'allait pas pour les tourelles, nous avions beaucoup aimé, et donc une version un peu modifiée de cette voix devint le modèle pour l'incarnation finale de GLaDOS. » La voix du chanteur Mike Patton fut utilisée pour les grognements et grondements de la puce finale de GLaDOS. L'idée pour le cube est venue du chef de projet Kim Swift et de Wolpaw lorsque ce dernier lut « des interrogations gouvernementales déclassées » où il était dit que « l'isolation mène les sujets à s'attacher à des objets inanimés,. » Swift dit qu'un « long niveau appelé Box Marathon avait été développé ; nous voulions que les joueurs transportent le cube avec eux du début à la fin. Mais les gens avaient tendance à oublier le cube, donc nous avons rajouté du dialogue, mis un cœur sur le cube, et avons fait en sorte que les gens s'attachent au cube. Plus tard, nous avons ajouté l'idée de l'incinération. L'expression artistique vint du gameplay. » Swift déclare également que les comparaisons qui étaient faites entre le jeu et l'expérience de Milgram ou encore 2001, l'Odyssée de l'espace n'étaient que des coïncidences. Le nom de l'arme à portails, Aperture Science Handheld Portal Device, peut être abrégé en ASHPD, qui, par coïncidence, est similaire au nom du protagoniste de Half-Life: Opposing Force, Adrian Sheppard. En réaction, l'équipe de Valve fit en sorte que les claviers de certains ordinateurs des zones de bureaux aient les lettres de Adrian Sheppard surlignées. D'après Kim Swift, le gâteau est une forêt noire qu'elle repéra dans une pâtisserie, la Regent Bakery and Café.

### Musique
La chanson du générique de fin, Still Alive, est écrite par Jonathan Coulton et chantée par Ellen McLain, la voix de GLaDOS. Wolpaw note que Coulton a été invité par Valve un an avant la sortie de Portal car l'équipe savait qu'elle voulait qu'il fasse partie du projet d'une manière ou une autre : « Dès que Kim [Swift] et moi avons fait sa connaissance, il était très clair qu'il avait la sensibilité parfaite pour écrire une chanson pour GLaDOS,. » La chanson est par ailleurs disponible en téléchargement gratuit pour le jeu vidéo Rock Band le 31 mars 2008. Ce jeu cite GLaDOS, et non Ellen McLain, en tant que chanteur sur la piste,,. La bande originale de Portal est incluse dans la bande originale de l'Orange Box.

## Accueil

### Critiques
Portal est l'un des jeux les plus populaires de la Orange Box, accumulant souvent de meilleures critiques que Half-Life 2: Episode Two ou Team Fortress 2. Le jeu est reconnu pour son gameplay unique et pour son humour noir et pince-sans-rire. Le site web Eurogamer déclare que « la façon dont le jeu progresse d'une simple collection de tâches jusqu'un chapitre intégral de l'intrigue de Half-Life relève du pur génie. » GameSpy note que « Bien que Portal soit court, ce manque est compensé par l'euphorie du joueur ». Le jeu est critiqué pour son manque de variété en matière de décors, et est à la fois critiqué et félicité pour sa petite durée de vie. GameRankings donne une note moyenne de 90 % pour la version PC de Portal. Le même score est obtenu à partir des 21 critiques de Metacritic.
Portal lance également une vague de passionnés du cube utilisé dans le jeu. Bien que le cube ne parle pas et ne bouge pas dans le jeu, les fans ont créé des peluches, des maquettes en carton pour le cube ainsi que pour les tourelles des tuning PC, ainsi que des modèles d'une version gâteau du cube,. Jeep Barnett, un des programmeurs de Portal, note que les joueurs trouvèrent qu'incinérer le cube était plus touchant que de faire du mal aux « Petites Sœurs » de BioShock. GLaDOS et le cube furent tous deux nommés pour la « Récompense du Meilleur Nouveau Personnage » sur G4 ; la récompense vint à GLaDOS pour avoir « des phrases qui seront citées par les joueurs pendant les prochaines années. » La phrase The cake is a lie (« le gâteau est un mensonge ») devient un phénomène Internet, et est utilisée dans plusieurs produits dérivés non officiels pour Portal. La phrase est d'ailleurs un succès du jeu Minecraft de Mojang, The Lie, où le but est de faire un gâteau.
Une communauté de moddeurs s'est développée autour du jeu, et des joueurs ont créé leurs propres salles ou apporté d'autres modifications au jeu,. Le groupe We Create Stuff crée une version Flash de Portal, en deux dimensions, juste avant la sortie de la Orange Box. La version Flash est bien accueillie par la communauté. Certains joueurs découvrirent que la physique de Portal peut être utilisée sur d'autres jeux utilisant Source engine, comme Half-Life 2.

### Distinctions
Portal est récompensé à plusieurs reprises depuis sa sortie en octobre 2007.
Lors de l'édition 2008 des Game Developers Choice Awards, Portal remporte les prix « Jeu de l'année », « Récompense de l'innovation », et « Meilleur design de jeu ».
IGN décerne à Portal plusieurs récompenses, dont « Meilleur jeu de puzzle » pour PC comme pour Xbox 360, « Design le Plus Innovateur » pour PC, et « Meilleure chanson de générique de fin » (pour la chanson Still Alive) pour Xbox 360. Le jeu reçoit également les honneurs du jury dans les catégories « Meilleur jeu de puzzle » et « Design le plus innovant. » Dans son « Best of 2007 », GameSpot décerne quatre récompenses à la Orange Box pour Portal, lui réservant les honneurs du jury en tant que « Meilleur jeu de puzzle, » « Meilleur nouveau personnage » pour GLaDOS, « Jeu le plus drôle, » et « Meilleure mécanique de jeu originale » pour l'arme à portails.
Portal reçoit les honneurs du jury de 1UP.com dans les catégories « Jeu de l'année (PC), » « Meilleur narratif (PC), » et « Meilleure innovation (PC et console) » dans le cadre des récompenses éditoriales de 2007. Le jeu est également nommé « Jeu de l'année » en 2007 par Joystiq, Good Game, et Shacknews. De son côté, X-Play décerne à Portal le prix de « Jeu le plus original. » Le jeu est également récompensé par GamePro dans la catégorie « Antagoniste le plus mémorable » pour GLaDOS. Lors des récompenses de 2007 de GameSpy, Portal est récompensé pour « Meilleur jeu de puzzle », « Meilleur personnage » (pour GLaDOS), et « Meilleur acolyte » (pour le cube). Le A.V. Club nomme Portal dans la catégorie « Meilleur jeu de 2007. » Eurogamer, lui, place Portal à la première place de leur classement des « 50 meilleurs jeux de 2007. » Dans les Récompenses des jeux de l'année du Magazine Officiel Xbox, Portal est récompensé dans les catégories « Meilleur nouveau personnage » pour GLaDOS, « Meilleure chanson » (pour Still Alive), et « Innovation de l'année. »

## Postérité
De nombreux éléments du jeu sont devenus « culte » sur internet, notamment l'expression « The cake is a lie » et le compagnon cube, que certains jeux postérieurs utilisent comme clin d’œil à Portal.
En décembre 2012, le Museum of Modern Art de New York se lance dans la conservation des jeux vidéo qu'il considère comme de l'art moderne. À ce titre, il fait l'acquisition de 14 jeux datant de 1980 à 2009 dont Portal,.

### Portal: Still Alive

Logo de Portal: Still Alive.

Lors de l'édition 2008 de l'Electronic Entertainment Expo, la sortie éventuelle de Portal: Still Alive est annoncée en tant que jeu exclusif sur Xbox Live Arcade. Il est finalement sorti le 22 octobre 2008, et contient de nouveaux niveaux,. Les niveaux additionnels seront inspirés de ceux de Portal: The Flash Version, un jeu par navigateur créé par We Create Stuff. D'après le porte-parole de Valve, Doug Lombardi, Valve Corporation a eu des discussions avec Microsoft pour mettre Portal sur le service en ligne, mais cela a été limité par la quantité de bande-passante que Microsoft autorisait pour le contenu. Les téléchargements du jeu sont estimés à 113 350 unités portant ses recettes à 1 700 250 dollars américains, en tenant compte du fait que le jeu fait partie des plus chers du Xbox Live Arcade (1 200 points Microsoft soit 15 $).

### Portal 2
Swift explique que le développement des futurs jeux Portal dépendra des réactions de la communauté. Le 31 janvier 2008, Lombardi confirme un « prochain Portal » à venir, et promet un contenu plus riche d'« d'autres puzzles. » Une entrevue avec Kim Swift effectuée le 21 février 2008 révèle un jeu complet, Portal 2, à venir prochainement. Swift explique que l'équipe chargée du développement de la suite de Portal se penche sur le design et sur le mode multijoueur.

### Produits dérivés

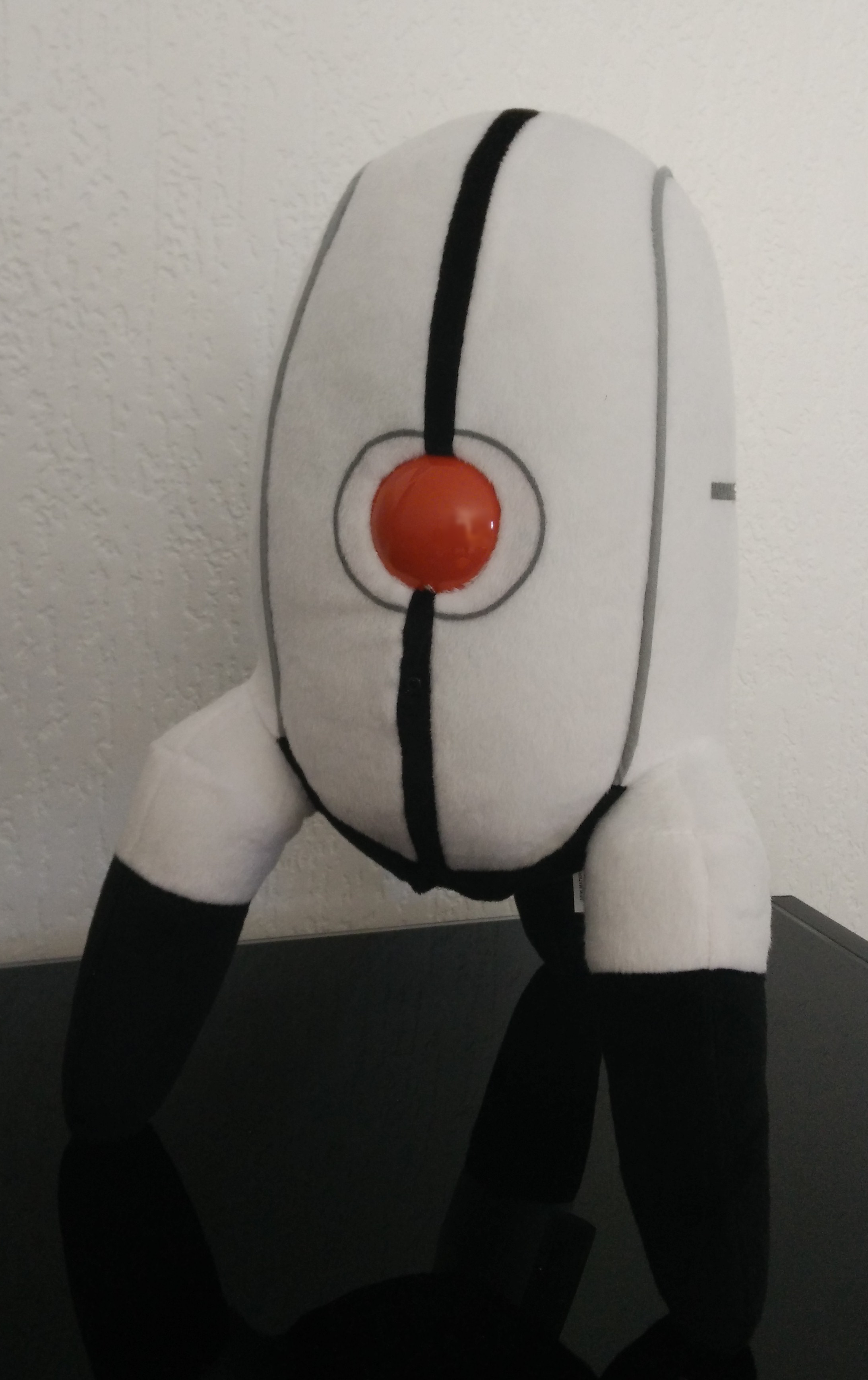
Peluche tourelle de Portal.

La popularité du jeu et de ses personnages pousse Valve à créer des objets inspirés de Portal en vente sur leur magasin en ligne sur Steam. Parmi les objets les plus populaires, on trouve les cubes, qui étaient vendus en jouets ou en décoratifs pour automobiles. Ces deux produits sont en rupture de stock après vingt-quatre heures. D'autres produits, comme des t-shirts, des mugs, ou encore des autocollants, sont aussi vendus sur Steam.
Valve fait paraître une version démo spéciale du jeu, appelée Portal: First Slice, gratuitement pour les utilisateurs de Steam faisant usage de Nvidia, dans le cadre du partenariat entre Nvidia et Valve. Cette version vient avec Half-Life 2: Deathmatch, Peggle Extreme, et Half-Life 2: Lost Coast. La démo contient les douze premières chambres. Valve rend, depuis, cette démo disponible à tous les utilisateurs de Steam.
De nombreux éléments supplémentaires comme des cartes et des mods (notamment Portal: Prelude et Portal Memories) basés sur l'univers de Portal sont développés par des fans expérimentés. Un court-métrage est réalisé en 2011 autour de l'univers de Portal. Intitulé Portal: No Escape, il met en scène une jeune femme découvrant le Portal Gun et essayant de s'échapper de sa cellule.